# Гамбит Морра
Гамбит Морра — шахматный дебют, начинающийся ходами: 

1. e2-e4 c7-c5 
 2. d2-d4 c5:d4 
 3. c2-c3.
Относится к полуоткрытым дебютам.
Жертва пешки в сицилианской защите. Иногда в литературе гамбитный вариант сицилианской защиты с 2. d2-d4 называется «центральный сицилианский гамбит», в отличие от «флангового сицилианского гамбита» — сицилианского гамбита, когда жертвуется фланговая пешка 2. b2-b4.
Известен также как гамбит Смита — Морра, по имени шахматистов Пьера Морра и Кеннета Рэя Смита.

## История
Данный гамбит применялся с середины XIX века. Его анализировали Савелий Тартаковер и Пьер Морра, позднее часто применяли Милан Матулович и Борислав Ивков. Принятие чёрными жертвы пешки предоставляет белым достаточное преимущество в развитии, а также пространственный перевес.

## Варианты
- 3. …d7-d5; 3. …d4-d3; 3. …Kg8-f6 — отказанный гамбит Морра.
- 3. …d4:c3 4. Кb1:с3 — принятый гамбит Морра.
  - 4. …Кb8-c6 5. Кg1-f3 d7-d6 6. Сf1-c4 e7-e6 7. 0-0 a7-a6 8. Фd1-e2 b7-b5 9. Сc4-b3 Лa8-a7 — Чикагская защита.

## Примерная партия
Казанцев — Исаков, Барнаул, 1989
1. e2-e4 c7-c5 2. d2-d4 c5:d4 3. c2-c3 d4:c3 4. Кb1:c3 d7-d6 5. Сf1-c4 Кg8-f6?! 6. e4-e5! d6:e5? 7. Сc4:f7+! 1-0 Чёрные теряют ферзя.